# Norberto Rosa
Norberto Rosa (Avigliana, 3 marzo 1803 – Susa, 24 giugno 1862) è stato un poeta italiano.

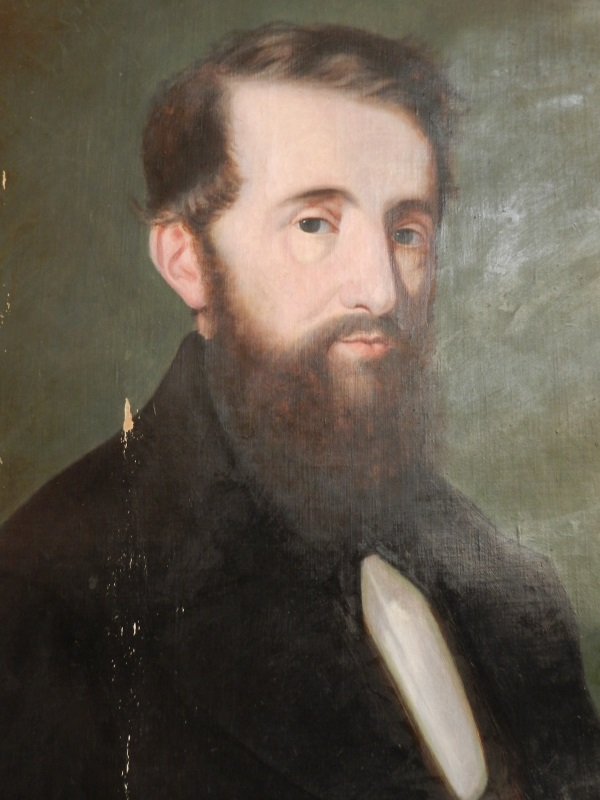
Norberto Rosa

Visse sempre in Val di Susa. Era procuratore legale a Susa, nonché poeta, musicista, pittore e giornalista, collaboratore del Messaggero Torinese e della Gazzetta del Popolo.
All'inizio, pubblicò sul Parnas Piemonteis, per poi distanziarsene polemicamente dopo aver conosciuto, nel 1840, la poesia di Brofferio. Da quel momento, da satirica e moralistica, la sua poesìa prese una connotazione più politica e civile.

Nel 1855 dalle pagine della Gazzetta del Popolo promosse la sottoscrizione dei "Cento cannoni" per armare la Cittadella di Alessandria, piazza di primaria importanza strategica per difendere il Piemonte nel caso di una nuova guerra con l'Austria. Alla sottoscrizione parteciparono cittadini di ogni parte d'Italia e gruppi di emigrati sia negli Stati Uniti che in America Latina.
 
Grazie ai fondi ottenuti, fu possibile fondere nell'Arsenale di Torino ben 127 bocche da fuoco, ognuna delle quali recava un cartiglio con il nome di una persona  (Vittorio Emanuele II, Norberto Rosa, ...) o della Città che aveva fatto donazioni.
Le sue opere poetiche erano sparse su giornali e fogli volanti: vennero pubblicate in un volume soltanto nel maggio del 1988.
A Susa il liceo Classico e Scienze umane, a Bussoleno il Liceo Scientifico, Scienze applicate e artistico, ad Avigliana una scuola primaria sono intitolati a suo nome.
Ad Alessandria e Torino due vie gli sono state intitolate.
Nel 2015 è stato prodotto il cortometraggio "Intervista a Norberto Rosa, il poeta della Valsusa", per la regia della scrittrice sannita Lucia Gangale.

## Opere
Le opere di Norberto Rosa sono:
- I cattivi medici, poemetto piemontese (1832);
- Le strade ferrate, sestine piemontesi (1840);
- Ij piasì (1844);
- Inno dij piemontèis;
- Panegirich d'San Martin (1848).

Sono da ricordare anche tre sue canzoni e favole:
- La plebe del Parnas;
- La vorp e la mascrada;
- La farfala e la lumassa.